# Высшее военно-морское инженерное училище имени В. И. Ленина
Эта статья о высшем учебном заведении, существовавшем до 1998 года. О ныне существующем вузе см. Военно-морской инженерный институт
Ленинградское высшее военно-морское инженерное училище имени В. И. Ленина основано 8 апреля 1948 года.
После объединения с ВВМИУ имени Ф. Э. Дзержинского — Военно-морской инженерный институт.
После объединения ВМИИ и ВМИРЭ имени А. С. Попова — Военно-морской политехнический институт.

## Названия училища
- 1948—1964 — 2-е Высшее военно-морское инженерное училище (2-е ВВМИУ)
- 1964—1974 — Ленинградское высшее военно-морское инженерное училище (ЛВВМИУ)
- 1974—1998 — Ленинградское высшее военно-морское инженерное училище имени В. И. Ленина (ЛВВМИУ имени В. И. Ленина)
- с 29 августа 1998 года — Военно-морской инженерный институт
- с 1 июля 2012 года — Военно-морской политехнический институт, филиал ВУНЦ ВМФ «Военно-морская академия имени Адмирала Флота Советского Союза Н. Г. Кузнецова»

## История училища
- 8 апреля 1948 г. — Приказ МВС СССР № 23 «Об образовании 2-го Военно-морского инженерного училища (в/ч 62750) по подготовке специалистов по паросиловым и дизель-электрическим корабельным энергетическим установкам ВМФ с местом базирования в г. Пушкине Ленинградской области».
- Июль—август 1948 г. — Начало формирования в Ленинграде учебного контингента 2-го ВМИУ на базе ВВМИУ имени Ф. Э. Дзержинского. Первым начальником 2-го ВМИУ был назначен капитан 1 ранга Д. Г. Жмакин.
- 1 октября 1948 г. — Начались учебные занятия с курсантами первого курса 2-го ВМИУ на базе ВВМИУ имени Ф. Э. Дзержинского.
- 28 декабря 1948 г. — Постановление СМ СССР 2-е ВМИУ отнесено к категории высших учебных заведений ВМФ и ему присвоено наименование 2-е Высшее военно-морское инженерное училище (2-е ВВМИУ).
- 31 октября 1949 г. — Первое заседание учёного совета 2-го ВВМИУ.
- 23 февраля 1950 г. — На основании постановления Президиума Верховного Совета СССР от 8 февраля 1950 г. училищу вручено Боевое Красное Знамя и Грамота Президиума Верховного Совета СССР, подписанная 28 октября 1949 г.
- 12 октября 1953 г. — Во 2-м ВВМИУ впервые начала работать Государственная экзаменационная комиссия.
- 21 марта 1954 г. — Первый выпуск 2-го ВВМИУ (тех, кто поступал в ВВМИУ имени Ф. Э. Дзержинского).
- 1 сентября 1954 г. — Начались занятия на новом — топливном — отделении.
- 5 ноября 1956 г. — Открытие в училище памятника В. И. Ленину.
- 1 октября 1957 г. — На основании директивы Главнокомандующего ВМФ от 26 сентября 1957 г. на дизельном факультете начата подготовка инженеров-механиков по эксплуатации корабельных газотурбинных установок.
- 6 октября 1957 г. — Состоялся первый выпуск техников-топливников, а 5 ноября — первый выпуск техников-механиков дизелистов. Подготовка техников-топливников и техников-механиков дизелистов осуществлялась до 1958 г.
- 25 апреля 1959 г. — В училище переведён паросиловой факультет из ВВМИОЛУ им. Ф. Э. Дзержинского.
- 29 июля 1959 г. — На основании директивы начальника Главного штаба ВМФ от 6 июля 1958 г. открыто отделение заочного обучения, а топливный факультет переведен с 1 сентября 1959 г. в Военную академию тыла и транспорта.
- 27 апреля 1960 г. — На основании директивы Министра обороны СССР от 11 апреля 1960 г. создано специальное отделение.
- 1 сентября 1962 г. — На основании директивы Министра обороны СССР от 29 мая 1962 г. созданы 10-месячные курсы повышения квалификации для офицеров-механиков, выпускников средних технических заведений.
- 1 сентября 1963 г. — На основании приказа Главнокомандующего ВМФ от 19 февраля 1963 г. на дизельном факультете созданы 10-месячные курсы офицерского состава для подготовки специалистов из числа лиц, окончивших гражданские институты и призванных в ряды ВМФ. На основании директивы начальника Главного штаба ВМФ № ОМУ /3/7296 от 8 августа 1963 г. организовано отделение подготовки техников-водолазов с 3-годичным сроком обучения.
- 16 апреля 1964 г. — На основании директивы начальника Главного штаба ВМФ № ОМУ /3/701556 от 16 апреля 1964 г. 2-му ВВМИУ присвоено наименование «Ленинградское высшее военно-морское инженерное училище».
- 1 сентября 1964 г. — На основании директивы начальника Главного штаба ВМФ № ОМУ/3/702051 от 18 июля 1964 г. специальное отделение ЛВВМИУ преобразовано в специальный факультет (для подготовки иностранных курсантов и слушателей).
- Декабрь 1966 г. — На основании директивы начальника Главного штаба ВМФ от 14 ноября 1966 г. из штата ЛВВМИУ исключены курсы по переподготовке офицерского состава.
- 23 марта 1971 г. — Приказом № 7 /ВАК Министерства высшего и среднего специального образования СССР Ученому совету ЛВВМИУ разрешено принимать к защите кандидатские диссертации.
- 24 января 1974 г. — Постановлением Совета министров СССР № 66 от 24 января 1974 г. училищу присвоено имя В. И. Ленина.
- 1 сентября 1977 г. — На основании директивы начальника Главного штаба ВМФ от 10 августа 1977 г. закрыто отделение подготовки техников-водолазов.
- Май 1992 г. — Создано военно-патриотическое подразделение «Гвардейский флотский экипаж».
- Июнь 1992 г. — Состоялся первый выпуск офицеров для ВМФ РФ.
- Апрель—май 1993 г. — В ЛВВМИУ имени В. И. Ленина из Севастопольского ВВМИУ переведен химический факультет.

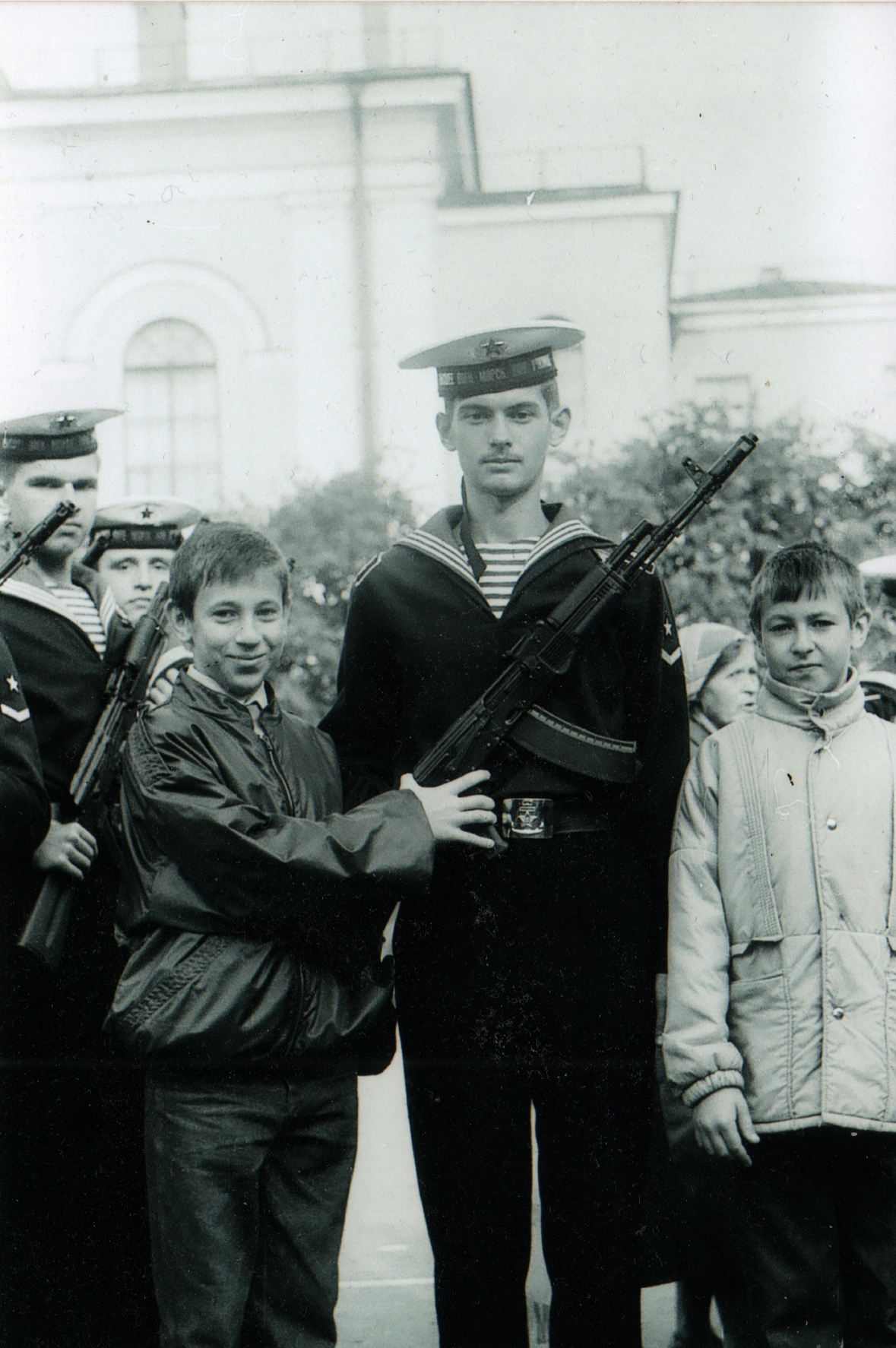
Присяга в училище, 1990-е годы

- 1 сентября 1993 г. — В соответствии с директивой начальника Главного штаба ВМФ от 25 декабря 1992 г. в ЛВВМИУ имени В. И. Ленина созданы электротехнический и химический факультеты, в которых началась подготовка специалистов для обслуживания ЯЭУ.
- 25 июня 1994 г. — Состоялся первый выпуск офицеров инженеров-химиков для ВМФ.
- 29 мая 1995 г. — На основании решения Президиума ВАК РФ от 26 мая 1995 г. приказом ВАК РФ в ЛВВМИУ имени В. И. Ленина создан докторский диссертационный совет. На него же возложены права по приему кандидатских диссертаций. Кандидатский диссертационный совет прекратил своё существование.
- 1 сентября 1996 г. — Возобновились учебные занятия на специальном факультете ЛВВМИУ имени В. И. Ленина.
- С 1997 г. — ЛВВМИУ имени В. И. Ленина перешло на учебные планы и программы полностью идентичные аналогичным гражданским ВУЗам России.
- 1 сентября 1997 г. — училищу передан учебный центр и городок в поселке Низино Ленинградской области, ранее принадлежавший Пушкинскому высшему инженерно-строительному училищу.
- 29 августа 1998 г. — Правительство РФ приняло постановление № 1009, которым определено создание Военно-морского инженерного института (г. Пушкин, Ленинградской области) на базе ВВМИУ имени Ф. Э. Дзержинского (г. Санкт-Петербург) и ЛВВМИУ имени В. И. Ленина (г. Пушкин, Санкт-Петербург).

## Награды
- Ноябрь 1963 г. — 2-е ВВМИУ награждено Красным Знаменем ВМФ СССР «За образцовый военный городок».
- 29 октября 1967 г.- За успехи в подготовке специалистов для ВМФ Социалистической Республики Вьетнам ЛВВМИУ награждено памятным Красным Знаменем МО СРВ.
- 16 октября 1972 г. — На основании постановления бюро ЦК ВЛКСМ от 11 октября 1972 г. комсомольская организация ЛВВМИУ награждена памятным Красным Знаменем ЦК ВЛКСМ «Лучшей комсомольской организации ВМФ» в честь 50-летия шефства комсомола над флотом.
- 13 декабря 1972 г. — На основании постановления ЦК КПСС, Президиума Верховного Совета СССР и Совета Министров СССР № 845—285 от 13 декабря 1972 г. ЛВВМИУ награждено Почётным знаком ЦК КПСС, Президиума Верховного Совета и Совета Министров СССР в честь 50-летия образования СССР.
- 27 августа 1975 г. — училище за активную шефскую работу награждено Почётной грамотой ЦК ДОСААФ СССР.
- Апрель 1978 г. — училище награждено Почётной грамотой ЦК ВЛКСМ в честь 108-й годовщины со дня рождения В. И. Ленина.
- 11 октября 1978 г. — училище награждено Почётной грамотой ЦК ВЛКСМ в честь 60-летия образования ВЛКСМ.
- 22 апреля 1980 г. — училище награждено Почётной Ленинской грамотой ЦК КПСС, Президиума Верховного Совета СССР и Совета Министров СССР в честь 110-годовщины со дня рождения В. И. Ленина.
- 9 сентября 1985 г. — За большую и плодотворную подготовку специалистов для Социалистической Республики Вьетнам решением Государственного Совета СРВ ЛВВМИУ имени В. И. Ленина награждено орденом СРВ «За военные заслуги» 2-й степени.
- 29 октября 1985 г. — училище награждено Красным Знаменем ЦК Союза молодых коммунистов Кубы за 21 ноября 1991 г. высококачественную подготовку специалистов для ВМФ Республики Куба
- 2 июня 1992 г. — В знак признания заслуг перед Вооружёнными Силами Республики Куба, в ходе подготовки национальных кадров решением Государственного Совета Республики Куба от 17 июня 1991 г. училище награждено высшим военным орденом Республики Куба — орденом имени Антонио Масео.

## Начальники училища
- 1948—1952 — контр-адмирал Жмакин Дмитрий Георгиевич
- 1952—1959 — вице-адмирал Степанов Михаил Петрович
- 1959—1975 — вице-адмирал-инженер Румянцев, Николай Иванович
- 1975—1983 — вице-адмирал Лапшин, Борис Александрович
- 1983—1992 — вице-адмирал Коковин, Василий Александрович
- 1992—1998 — контр-адмирал Халиуллин, Юрий Михайлович

## Выдающиеся выпускники
- Барсков, Михаил Константинович — вице-адмирал, заместитель Главнокомандующего ВМФ по вооружению, кораблестроению и эксплуатации (1989—2003);
- Бартенев, Александр Владимирович — городской голова Феодосии;
- Малахов, Иван Павлович — губернатор Сахалинской области (2003-2007);